# .vc
.vc – krajowa domena najwyższego poziomu przypisana do Saint Vincent i Grenadyny. Zarejestrowana została 3 września 1991. Wykorzystywana również przez strony niepowiązane z tą lokacją, z powodu możliwego odniesienia skrótowca do takich fraz jak "Venture Capital" czy "Video Conferencing".